# Libera quest'anima
Libera quest'anima è il terzo album in studio del cantante italiano Antonino Spadaccino, pubblicato il 27 marzo 2012 dalla casa discografica Non ho l'età.
L'album contenente undici tracce è stato anticipato dal singolo Ritornerà e successivamente da Resta ancora un po', brano scritto da Emma Marrone.
Nell'album si possono trovare brani facenti parte del precedente lavoro di Antonino, Costellazioni, come l'omonimo singolo. L'album è composto da brani di influenze pop e contenuti legati all'amore, all'amicizia ed alla ricerca incessante di sé stessi.
Tra gli autori figurano Mario Biondi, Emiliano Cecere, Saverio Grandi e Salvatore Valerio (Gabriel), quest'ultimo membro degli Studio 3 ed ex alunno dell'edizione di Amici che vide Antonino vincitore.
L'album ha raggiunto la posizione numero 19 della classifica FIMI.

## Tracce
1. Costellazioni – 3:02 (testo: Fortunato Zampaglione, Fabrizio Ferraguzzo, Emiliano Cecere, Mattia del Forno, Antonino Spadaccino – musica: Fortunato Zampaglione, Emiliano Cecere)
2. Pioggia cadrà – 3:20 (Dario Faini, Massimo Greco)
3. La lontananza – 3:56 (Mauro Cerzoso)
4. Se tu mi accoglierai – 3:22 (testo: Saverio Grandi, Emiliano Cecere, Francesco Morettini – musica: Saverio Grandi, Luca Angelosanti)
5. Libera quest'anima – 3:17 (Antonino Spadaccino, Salvatore Valerio (Gabriel))
6. Ovest – 2:54 (Dario Faini, Massimo Greco)
7. Ritornerà – 3:00 (Salvatore Valerio (Gabriel), Antonino Spadaccino)
8. Chi sono – 3:33 (Mario Biondi)
9. Amore surreale – 3:51 (Federica Camba, Daniele Coro)
10. Chiedimi aiuto – 3:38 (Alberto Salerno, Luca Chiaravalli, Mario Amato)
11. Resta ancora un po' – 3:47 (Emma Marrone, Pino Perris)

## Classifiche
| Classifica (2012) | Posizione massima |
| ----------------- | ----------------- |
| Italia            | 19                |